# 28563 Dantzler
28563 Dantzler este un asteroid din centura principală de asteroizi.

## Descriere
28563 Dantzler este un asteroid din centura principală de asteroizi. A fost descoperit pe 8 martie 2000 la Socorro, New Mexico, în cadrul proiectului LINEAR. Asteroidul prezintă o orbită caracterizată de o semiaxă mare de 2,31 ua, o excentricitate de 0,05 și o înclinație de 1,1° în raport cu ecliptica.